# Ловец на извънземни
„Ловец на извънземни“ е американо-български научнофантастичен филм от 2003 г.
Режисиран е от Рон Краус, в главната роля е Джеймс Спейдър. Филмът е сниман в България.

## Сюжет
Внимание:  Текстът по-долу разкрива сюжета на произведението (или части от него)!
През 1947 г. в щата Ню Мексико радиооператор засича радиосигнал и, докато го разследва, изчезва.
В наши дни спътник улавя образи на непознат обект в Антарктика. Криптологът Джулиан Роум (Джеймс Спейдър) е поканен да изследва загадката на Южния полюс. Докато екипът се опитва да отвори голяма черупка, идваща вероятно от космоса, Джулиан разгадава съобщението, което всъщност е сигнал да не се отваря кутията.